# لیک اوزارک (میزوری)
لیک اوزارک (انگلیسیLake Ozark, Missouri) شهری از شهرستان‌های کمدن و میلر در ایالت میزوری ایالات متحده آمریکا است، و در کنار دریاچه اوزاک قرار دارد. جمعیت آن در سرشماری سال ۲۰۱۰ قریب به ۱۵۸۶ نفر بود.|منطقهٔ مسکونی، ۲۲۹،۲۰٫۵۹، لیک اوزارک،Lake Ozark, Missouri